# Штёйдель, Эрнст Готлиб
Эрнст Го́тлиб (Теофи́л) фон Штёйдель (1783—1856) — немецкий врач и ботаник первой половины XIX века.

## Жизненный путь
Штёйдель изучал медицину и естествознание в Тюбингенском университете с 1801 по 1805 год. Продолжал совершенствоваться в Швейцарии, затем в Вене и Галле. В 1806 году вернулся домой в Эслинген, где стал практиковать. Вскоре он получил место ветеринара, а с 1828 года официально стал врачом этого города.
Своё свободное время он посвящал ботанике и опубликовал ряд работ. Между 1821 и 1824 годами написал работу «Nomenclator botanicus» (лат.), в котором названия и синонимы видов и родов растений расположил в алфавитном порядке. Во втором издании этого труда, вышедшем двадцать лет спустя, было перечислено 6 722 рода и 78 005 видов.
В другой работе «Synopsis plantarum glumacearum» (лат.) (в 1855 году вышли два тома из одиннадцати запланированных) Штёйдель обработал семейства Злаки, Осоковые, Ситниковые и нижние таксоны.
Вместе с эслингерским пастором Кристианом Фердинандом Хохштеттером (нем. Christian Ferdinand Hochstetter) Штёйдель издал в 1826 году работу «Enumeratio plantarum germaniae helvetiaeque indigenarum seu Prodromus, quem synopsin plantarum germaniae helvetiaeque edituri botanophilisque adjuvandam commendantes» (лат.), в которой описаны все обнаруженные к тому времени виды флоры Германии и Швейцарии.
Кроме ботанических, он писал также и труды по медицине.
Вместе с тем же Хохштеттером он основал Вюртембергский клуб естественно-научных путешествий (нем. Württembergischen naturhistorischen Reiseverein). С 1822 года он был членом-корреспондентом Зенкенбергского общества естествоиспытателей (нем. Senckenbergischen Naturforschenden Gesellschaft).
В его честь и память назван род растений Стеуделелла (Steudelella Honda) семейства Злаки (Poaceae).